# Campeonato Sanmarinense 1996-97
El Campeonato sanmarinense 1996-97 fue la duodécima edición del  Campeonato sanmarinense de fútbol. Para esta temporada la Serie A2 desaparece y la liga pasa a ser disputada por 16 equipos divididos en 2 grupos. Folgore/Falciano conquistó su primer título al vencer por 2-1 a la  La Fiorita en la final

## Equipos participantes
| Club             | Ciudad         |
| ---------------- | -------------- |
| Cailungo         | Borgo Maggiore |
| Cosmos           | Serravalle     |
| Dogana           | Serravalle     |
| Domagnano        | Domagnano      |
| Faetano          | Faetano        |
| Folgore/Falciano | Serravalle     |
| Juvenes          | Serravalle     |
| La Fiorita       | Montegiardino  |
| Libertas         | Borgo Maggiore |
| Montevito        | Fiorentino     |
| Murata           | San Marino     |
| Pennarossa       | Chiesanuova    |
| San Giovanni     | Borgo Maggiore |
| Tre Fiori        | Fiorentino     |
| Tre Penne        | Serravalle     |
| Virtus           | Acquaviva      |

## Fase Regular

#### Grupo A
| Pos. | Equipo           | Pts. | PJ | G  | E  | P  | GF | GC | Dif. | Clasificación 1996–97 |
| ---- | ---------------- | ---- | -- | -- | -- | -- | -- | -- | ---- | --------------------- |
| 1    | Folgore/Falciano | 48   | 22 | 15 | 3  | 4  | 42 | 24 | +18  | Play-Off              |
| 2    | La Fiorita       | 38   | 22 | 11 | 5  | 6  | 37 | 16 | +21  | Play-Off              |
| 3    | Cailungo         | 35   | 22 | 9  | 8  | 5  | 38 | 19 | +19  | Play-Off              |
| 4    | Tre Penne        | 35   | 22 | 9  | 8  | 5  | 25 | 20 | +5   |                       |
| 5    | Tre Fiori        | 34   | 22 | 8  | 10 | 4  | 42 | 24 | +18  |                       |
| 6    | Cosmos           | 30   | 22 | 7  | 9  | 6  | 26 | 24 | +2   |                       |
| 7    | Juvenes          | 18   | 22 | 4  | 6  | 12 | 19 | 37 | −18  |                       |
| 8    | Dogana           | 4    | 22 | 0  | 4  | 18 | 11 | 13 | −2   |                       |

Actualizado a los partidos jugados el 1996.
 Fuente: RSSSF

#### Grupo B
| Pos. | Equipo       | Pts. | PJ | G  | E | P  | GF | GC | Dif. | Clasificación 1996–97 |
| ---- | ------------ | ---- | -- | -- | - | -- | -- | -- | ---- | --------------------- |
| 1    | Virtus       | 47   | 22 | 14 | 5 | 3  | 35 | 16 | +19  | Play-Off              |
| 2    | Faetano      | 38   | 22 | 11 | 5 | 6  | 39 | 22 | +17  | Play-Off              |
| 3    | Libertas     | 37   | 22 | 11 | 4 | 7  | 41 | 25 | +16  | Play-Off              |
| 4    | Murata       | 36   | 22 | 10 | 6 | 6  | 43 | 17 | +26  |                       |
| 5    | Domagnano    | 30   | 22 | 7  | 9 | 6  | 21 | 20 | +1   |                       |
| 6    | Pennarossa   | 29   | 22 | 8  | 5 | 9  | 34 | 33 | +1   |                       |
| 7    | Montevito    | 14   | 22 | 2  | 8 | 12 | 23 | 43 | −20  |                       |
| 8    | San Giovanni | 6    | 22 | 1  | 3 | 18 | 12 | 76 | −64  |                       |

Actualizado a los partidos jugados el 1996.
 Fuente: RSSSF

## Play-offs

#### Primera ronda
|}

#### Segunda ronda
| Equipo 1   | Resultado    | Equipo 2 |
| ---------- | ------------ | -------- |
| La Fiorita | 0–0 (5:4 p.) | Libertas |
| Faetano    | 4–3          | Cailungo |

|}

#### Tercera ronda
| Equipo 1 | Resultado    | Equipo 2         |
| -------- | ------------ | ---------------- |
| Virtus   | 2–3          | La Fiorita       |
| Faetano  | 2–2 (6:5 p.) | Folgore/Falciano |

|}

#### Cuarta ronda
| Equipo 1         | Resultado | Equipo 2 |
| ---------------- | --------- | -------- |
| Folgore/Falciano | 3–1       | Libertas |
| Cailungo         | 3–2       | Virtus   |

|}

#### Quinta ronda
| Equipo 1   | Resultado    | Equipo 2 |
| ---------- | ------------ | -------- |
| La Fiorita | 2–2 (7:6 p.) | Faetano  |

|}

#### Sexta ronda
| Equipo 1         | Resultado | Equipo 2 |
| ---------------- | --------- | -------- |
| Folgore/Falciano | 2–1       | Cailungo |

|}

#### Final
| Equipo 1         | Resultado | Equipo 2 |
| ---------------- | --------- | -------- |
| Folgore/Falciano | 2–0       | Faetano  |

|}

| Equipo 1         | Resultado | Equipo 2   |
| ---------------- | --------- | ---------- |
| Folgore/Falciano | 2–1       | La Fiorita |

| Campeón                    |
|                            |
| Folgore/Falciano 1° título |